# Josep Antoni Trabal i Sans
Josep Antoni Trabal i Sans (Barcelona, 2 de setembre de 1896- Puigcerdà, 30 de juny de 1980) fou un metge, polític, i dirigent esportiu català. i periodista català.

## Biografia
Fill de Marià Trabal i Moya i de Rosa Sans. Es llicencià en dret i en medicina a la Universitat de Barcelona i esdevingué un dels pioners del periodisme esportiu català en dirigir La Jornada Deportiva, La Raça (1922) i Sports (1923). També fou soci de l'Associació Protectora de l'Ensenyança Catalana i militant d'Estat Català.
Participà en la fundació d'Esquerra Republicana de Catalunya i fou secretari de Lluís Companys. Fou president de la Federació Catalana d'Atletisme (1922) i de la Federació Espanyola d'Atletisme entre juliol de 1927 i agost de 1933, tot aconseguint que traslladés la seva seu a Barcelona. També dins l'atletisme fundà el Català Club Atlètic i participà en la fundació de la secció d'atletisme del Futbol Club Barcelona. Va ser membre de la Ponència d'Educació Física durant la Mancomunitat de Catalunya i de la Confederació Esportiva de Catalunya. Fou també impulsor de la cursa Jean Bouin. Fou diputat per ERC a les eleccions generals espanyoles de 1933 i pel Front d'Esquerres a les de 1936. Després dels fets del sis d'octubre fou un dels diputats més destacats del seu grup, tot defensant Manuel Azaña. Va ser col·laborador nazi i va treballar per a la Gestapo, a Perpinyà va informar sobre els refugiats republicans 
En acabar la Guerra Civil es va exiliar i del 1940 es definí com a liberal monàrquic, i amb els anys donaria suport Eduard Tarragona i Corbella i Manuel Fraga Iribarne. El 1977 fundà la Unió Demòcrata del Progrés Social, però la seva presència política fou marginal. Fou candidat per Aliança Popular a les eleccions generals espanyoles de 1977.

## Obres
- Final d'etapa (1937)